# Carol Szathmari
Carol Szathmari (en hongrois : Szathmáry Pap Károly ; en roumain : Carol Popp de Szathmary, né le 11 janvier 1812 à Kolozsvár en Autriche-Hongrie (aujourd'hui Cluj-Napoca en Roumanie) et mort le 3 juillet 1887 à Bucarest) est un peintre, lithographe et photographe d'origine austro-hongroise. Il est considéré comme le premier photographe de guerre au monde en raison de ses photos du champ de bataille prises pendant la première année de la guerre de Crimée.

## Biographie

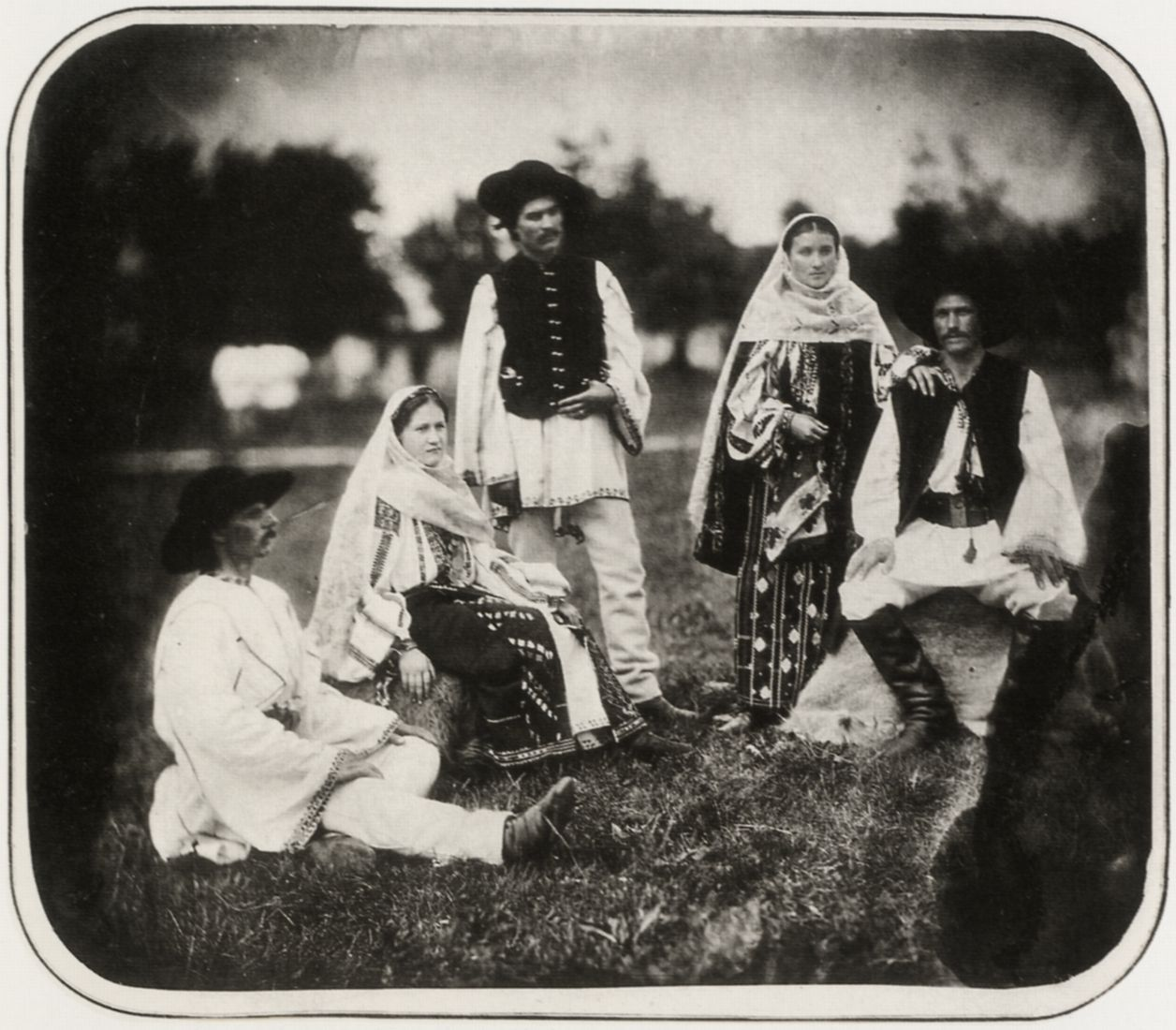
Carol Szathmari : (groupe costumé à Campulung), 1866.

Károly Szathmary est né dans la ville de Kolozsvár, en Transylvanie en 1812,,. Au départ, il a étudié le droit au Collège réformé de Cluj. À l'âge de dix-huit ans, il s'installe à Bucarest. Il étudie la peinture de 1832 à 1834 à Rome et, à son retour à Bucarest, il fut fréquemment chargé de réaliser des peintures pour les boyards de Valachie. Plus tard, il atteint la notoriété en tant qu'artiste officiel de la cour royale roumaine. Il a passé la majeure partie de sa vie à Bucarest, où il est mort en 1887.

## Carrière

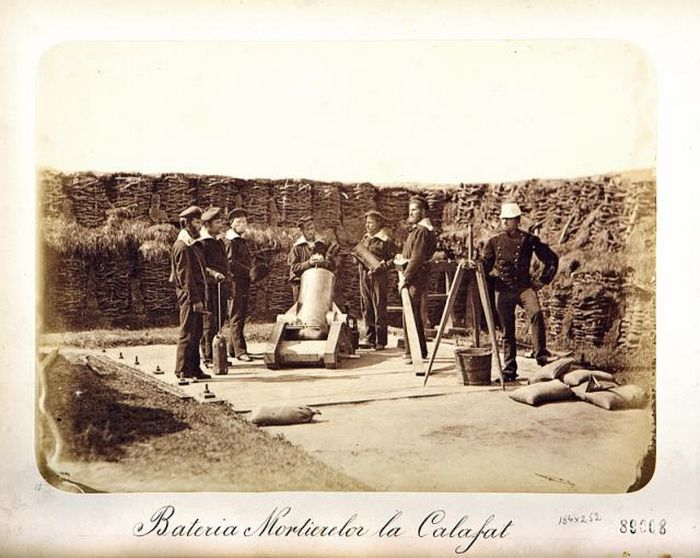
Carol Szathmari: Bateria Mortierelor la Calafat (batterie de mortiers Calafat), vers 1877

En 1848, il prend sa première photographie, en utilisant le procédé du calotype, d'une statue de Cupidon aux deux bras cassés. En 1850, il maîtrisait suffisamment le processus photographique pour ouvrir un studio de photographie commerciale à Bucarest.
Parmi ses clients pour des portraits dans son studio de Bucarest, on compte des officiers militaires russes et turcs de haut rang . Ces contacts lui permettent d'accéder aux camps militaires des deux côtés de la Valachie, de la bataille qui allait devenir la guerre de Crimée. En 1853, à l'aide d'un wagon spécialement équipé d'une chambre obscure pour le traitement des plaques de verre au collodion humide, il se rend sur les rives du Danube et à divers autres endroits  : paysages, fortifications et champs de bataille  où il photographie diverses troupes turques et russes, leur équipement et leurs commandants,.
Il expose ses photos, reliées dans un album, à l'Exposition Universelle de 1855. Pour son travail présenté à l'exposition, il a reçu la médaille de deuxième classe. En juillet de la même année, il présente des copies de son travail à la reine Victoria lors d'une réunion privée au château d'Osborne, sur l'île de Wight, et elle lui décerne une médaille d'or en reconnaissance de son travail.
Il a également rencontré en privé en 1855 l'empereur Napoléon III. La même année, il présente à François-Joseph Ier deux albums de 95 pages de ses photographies.
En février 1860, il est chargé de produire une lithographie d'une carte de la Valachie, basée sur la première étude géographique détaillée de la région réalisée par les Autrichiens pendant la guerre de Crimée.
En 1863, Szathmary reçoit le titre de Peintre et Photographe de Cour du Prince Régnant par le souverain roumain Alexandre Jean Cuza et du premier roi de Roumanie, Carol Ier de Roumanie.
En 2012, le Musée national Cotroceni de Bucarest a organisé une exposition rétrospective de 400 de ses peintures et photographies, à l'occasion du 200e anniversaire de sa naissance.

## Collections
Trois des photographies de Szathmari sont incluses dans la collection du Musée international de la photographie et du film à George Eastman House, à Rochester, New York : « Le camp du lanceur russe à Craiova », « Le bombardement de Silistra » et le portrait du lieutenant-général Soimonoff, commandant de la 104e division russe, tué lors de la bataille d'Inkermann.
La Royal Collection à Londres, en Angleterre, détient un album de photographies que Szathmari a personnellement présenté à la reine Victoria vers 1855.
La Bibliothèque nationale de Roumanie détient de nombreuses photographies de Szathmari, y compris son travail de portraitiste commercial, dans une collection intitulée Carol Pop de Szathmari photographies .